# Zōni

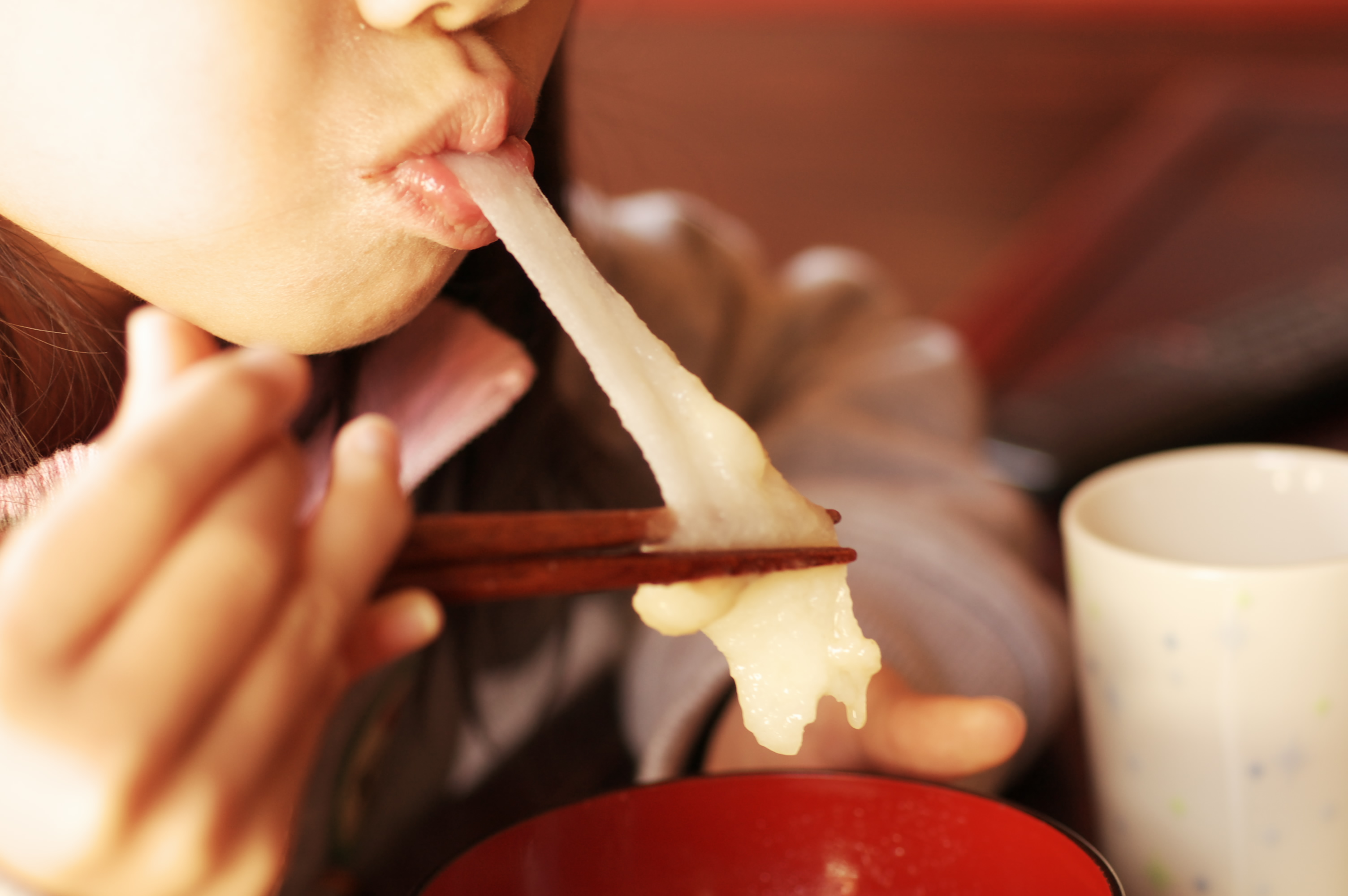
Ăn mochi nướng từ zōni.

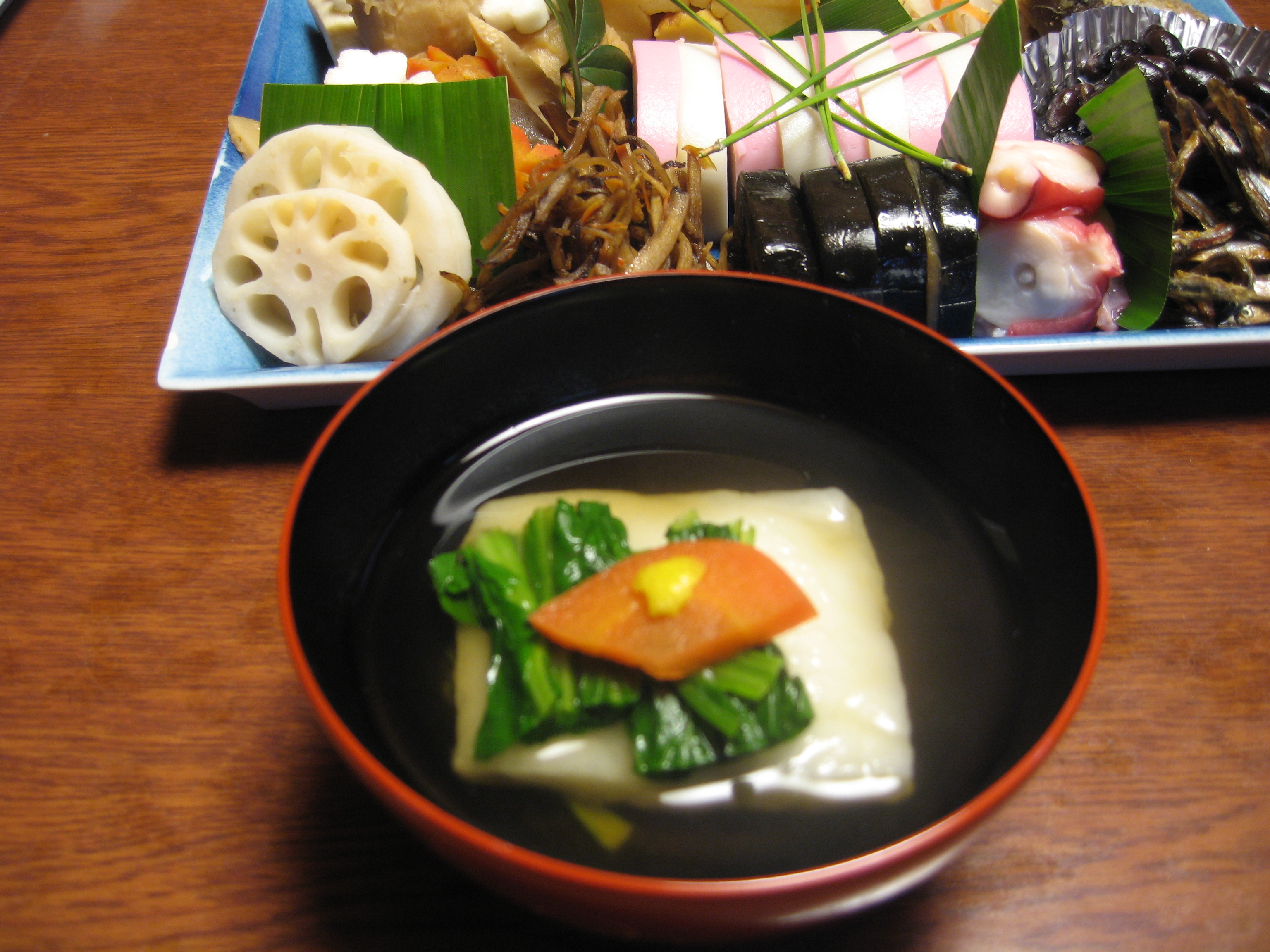
Zōni và osechi.

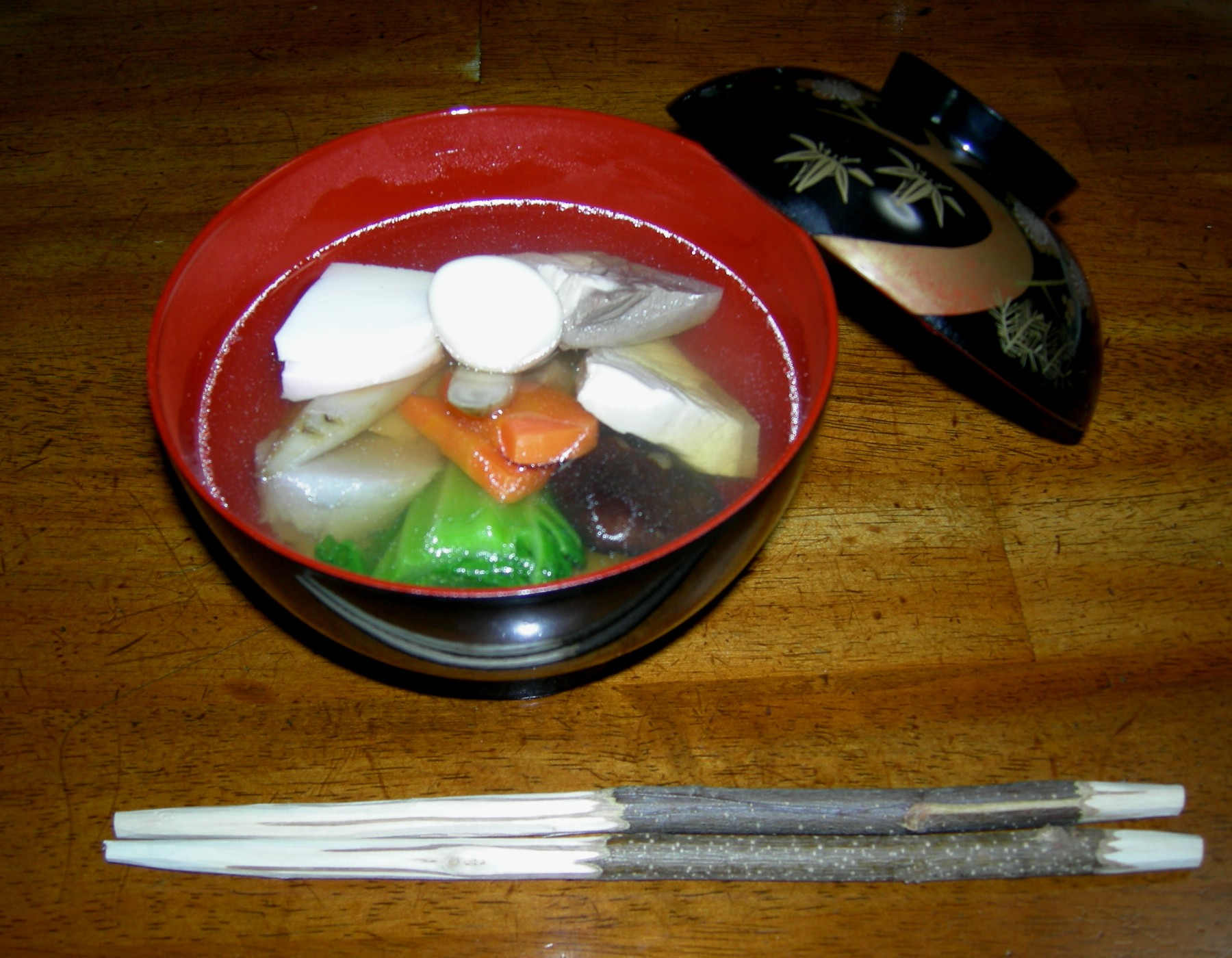
Hakata zōni.

Zōni (雑煮 hay ぞうに (Tạp chử)), thường được gọi với tiền tố "o-" là o-zōni, là một món súp của Nhật Bản có chứa bánh gạo mochi ở bên trong. Món ăn này có mối liên hệ mật thiết tới dịp Tết ở Nhật Bản và là phiên bản truyền thống của món osechi được dùng trong những dịp trang trọng. Những biến thể khác của zōni đến từ những cách chế biến khác nhau của từng gia đình và các vùng miền khác nhau.